# Hate (filme)
Hate (no Brasil: À Sombra da Cadeira Elétrica) é um filme mudo estadunidense de 1922, dirigido por Maxwell Karger. O filme foi lançado no Brasil em 1923.

## Sinopse

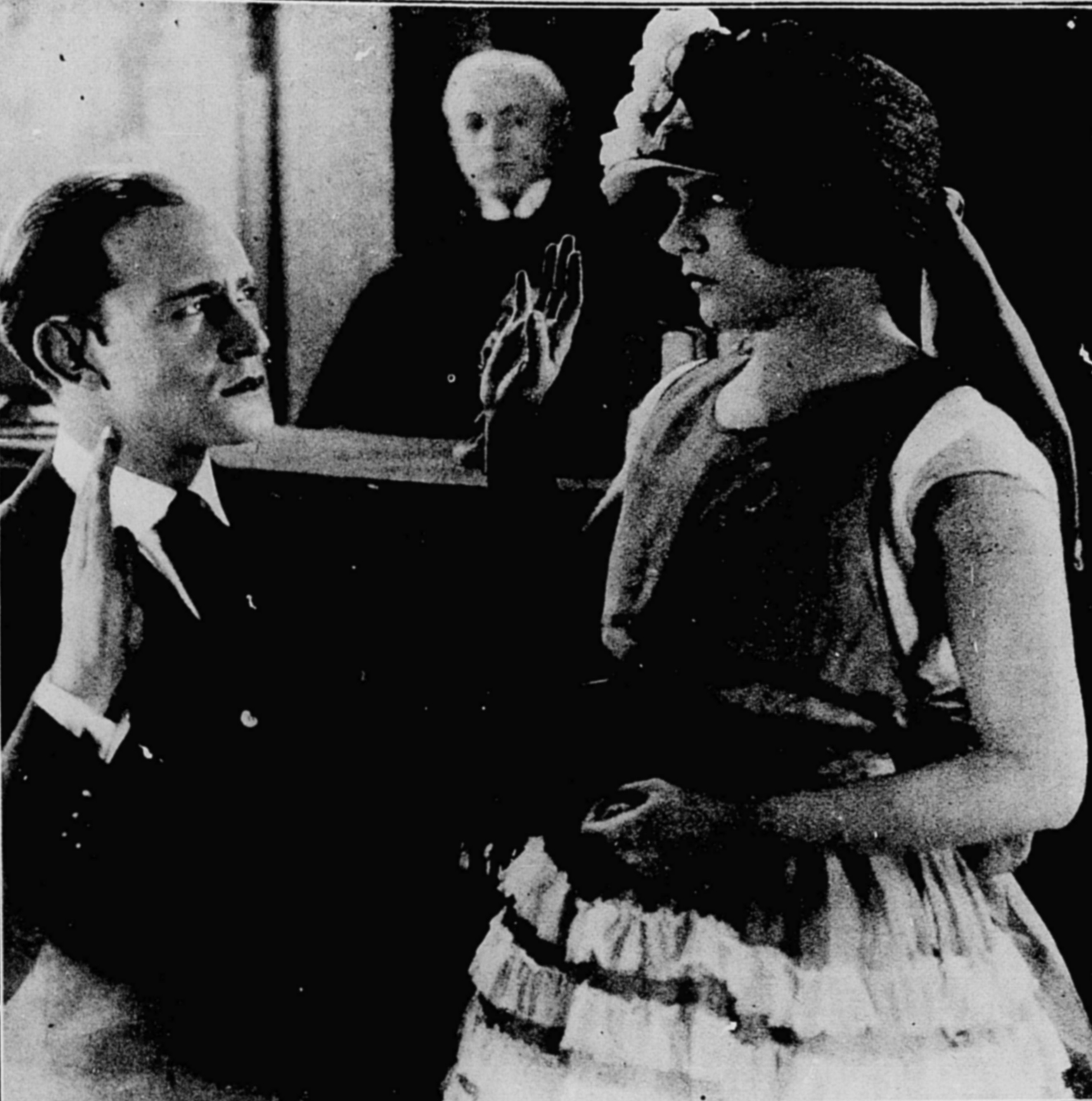
Cena do julgamento de Felton, Babe presta juramento.

Dave Hume e Ed Felton, ambos jogadores, disputam o amor da corista Babe Lennox. Também o advogado Talbot almeja o coração da bela atriz e, junto aos dois primeiros, são dos muitos que se destacam dentre os vários admiradores por sua assiduidade e pertinácia.
Hume então alcagueta Felton e este, após ser preso, acaba solto sob fiança e seu advogado, Talbot, adverte Hume para manter distância de seu cliente.
Hume, entretanto, encontra-se em estado terminal de saúde e, determinado a se matar, pretende contudo fazer com que parecesse ter sido vítima de assassínio por parte do rival Felton; entretanto, escreve seu plano e o esconde numa estatueta; a seguir faz uma aposta com Felton, diante de testemunhas, de que ele não teria coragem de matá-lo.
Após Hume ser encontrado morto, Talbot então monta a acusação contra Felton; este é condenado à cadeira elétrica mas, quando está prestes a ser executado, Babe descobre a mensagem na estatueta e sua inocência é provada; Babe reconhece seu amor pelo advogado e os dois terminam juntos.

## Elenco

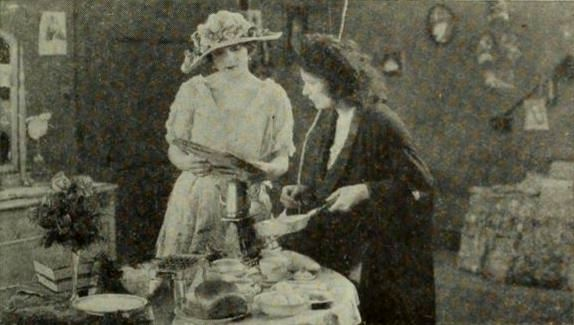
Cena do filme

- Alice Lake, como Babe Lennox
- Conrad Nagel, como Dick Talbot
- Harry Northrup, como Dave Hume
- Charles Clary, como Edward Felton
- John Ince, como inspetor Garth